# Bestie
Bestie (hangul: 베스티, zapis stylizowany: BESTie) – południowokoreański girlsband k-popowy stworzony przez wytwórnię YNB Entertainment. Zespół zadebiutował w składzie: Uji, Dahye, Hyeyeon oraz Haeryung. Nazwa zespołu pochodzi od angielskiego słowa bestie oznaczającego najlepszego przyjaciela, autorką nazwy jest Haeryung. Zespół zadebiutował 11 lipca 2013 roku z singlem Pitapat. Pierwszy minialbum, Hot Baby, został natomiast wydany nieco ponad rok później, 28 lipca 2014 roku.
5 września 2017 roku wytwórnia wydała oświadczenie, że piosenkarki Dahye i UJi po długich dyskusjach rozwiązały swoje umowy, mimo że ich okres ważności wciąż jeszcze trwał. YNB Entertainment ogłosiło, że BESTie będzie kontynuować współpracę z pozostałymi członkami Haeryung i Hyeyeon.
25 października 2018 roku wytwórnia Star Entertainment ogłosiła, że podpisała kontrakt z Hyeyeon, ostatecznie kończąc aktywność zespołu.

## Członkowie
| Pseudonim   | Pseudonim | Prawdziwe imię | Prawdziwe imię | Rola                              | Data urodzenia    |
| Latynizacja | Hangul    | Latynizacja    | Hangul         | Rola                              | Data urodzenia    |
| ----------- | --------- | -------------- | -------------- | --------------------------------- | ----------------- |
| Hyeyeon     | 혜연      | Kang Hye-yeon  | 강혜연         | Liderka, główna wokalistka        | 8 grudnia 1990    |
| Haeryung    | 해령      | Na Hae-ryung   | 나해령         | wokalistka, twarz zespołu, maknae | 11 listopada 1994 |
| UJi         | 유지      | Jung Yu-ji     | 정유지         | Główna wokalistka                 | 2 stycznia 1991   |
| Dahye       | 다헤      | Song Da-hye    | 송다헤         | Główna raperka, wokalistka        | 12 czerwca 1993   |

## Dyskografia

### Minialbumy
| Rok  | Dane dot. albumu                                                                                 | Najwyższa pozycja | Sprzedaż     |
| Rok  | Dane dot. albumu                                                                                 | KOR               | Sprzedaż     |
| ---- | ------------------------------------------------------------------------------------------------ | ----------------- | ------------ |
| 2014 | Hot Baby - Wydany: 28 lipca 2014 - Wytwórnia: YNB Entertainment - Format: CD, digital download   | 7                 | - KOR: 4636+ |
| 2015 | Love Emotion - Wydany: 8 maja 2015 - Wytwórnia: YNB Entertainment - Format: CD, digital download | 8                 | - KOR: 3945+ |

### Single
| 2013                                                                               | „Pitapat (두근두근)”                                      | 84  | 93 | - KOR: 42 588+ | –            |
| 2013                                                                               | „Love Options (연애의 조건)”                              | 113 | —  | - KOR: 41 406+ | Hot Baby     |
| 2013                                                                               | „Zzang Christmas (짱 크리스마스)” (gościnnie Yoo Se-yoon) | 130 | —  | - KOR: 18 994+ | –            |
| 2014                                                                               | „Thank U Very Much”                                       | 53  | 74 | - KOR: 71 930+ | Hot Baby     |
| 2014                                                                               | „Like a Star (별처럼)”                                    | —   | X  | —              | Hot Baby     |
| 2014                                                                               | „Hot Baby”                                                | 53  | X  | - KOR: 62 648+ | Hot Baby     |
| 2014                                                                               | „I Need You (니가 필요해)”                                | 74  | X  | - KOR: 46 165+ | Hot Baby     |
| 2015                                                                               | „Excuse Me”                                               | 74  | X  | - KOR: 38 401+ | Love Emotion |
| "–" oznacza, że wydawnictwo nie było notowane. "X" oznacza, że lista nie istniała. |                                                           |     |    |                |              |

### Klipy
| Rok  | Tytuł             | Reżyseria   | Notatki                     |
| ---- | ----------------- | ----------- | --------------------------- |
| 2013 | Pitapat           | Joo Hee-sun |                             |
| 2013 | Love Options      | Nieznany    |                             |
| 2013 | Zzang Christmas   | Nieznany    |                             |
| 2014 | Thank U Very Much | Hong Won-ki |                             |
| 2014 | Like a Star       | Nieznany    |                             |
| 2014 | Hot Baby          | Nieznany    |                             |
| 2015 | Love Better       | Nieznany    | UJi gościnnie. The Channels |
| 2015 | Excuse Me         | Hong Won-ki |                             |